# Birgit Berthold
Birgit Berthold (* 1959 in Lutherstadt Wittenberg, Deutsche Demokratische Republik) ist eine deutsche Schauspielerin.
Berthold wuchs in der Nähe von Wittenberg auf. 1977 machte sie ihr Abitur und arbeitete dann mit Kindern mit Behinderungen. Gleichzeitig war sie am Theater der Lutherstadt Wittenberg tätig. Von 1980 bis 1983 studierte sie Schauspielerei an der Hochschule für Schauspielkunst Ernst Busch. Sie arbeitete an den Theatern in Schwedt/Oder und Gera. Seit 1990 ist sie am Theater an der Parkaue.

## Filmographie (Auswahl)
- 1983: Zille und ick
- 1988: Zahn um Zahn
- 1988: Der Staatsanwalt hat das Wort
- 1989: Vorher wird gebadet
- 1989: Zwei Männer im Pyjama
- 1989: Rita von Falkenhain
- 1989: Immensee
- 1990: Pause für Wanzka
- 1990: Spreewaldfamilie
- 1990: Bahnhof für Robert
- 1999: Alphateam – Die Lebensretter im OP
- 1998–1999: Schloss Einstein
- 2017: Hausbau mit Hindernissen
- 2019: Sachsophonie
- 2021: Druck
- 2021: 3½ Stunden
- 2021: Tina mobil
- 2021, 2024: Käthe und ich
  - 2021: Das Adoptivkind
  - 2024: Ein gutes Leben
- 2022: Oh Hell
- 2022: Polizeiruf 110: Hexen brennen
- 2022: Retoure
- 2022: Notruf Hafenkante
- 2023: A Thin Line
- 2023: Browser Ballett – Satire in Serie
- 2023: Nackt über Berlin
- 2024: Doktor Ballouz: Wunschkind
- 2024: Kleo
- 2024: Feelings
- 2024: Alles gelogen
- 2024: Die Kanzlei: Unter Druck

## Hörspiele (Auswahl)
- 1985: Aime Maripuu: Die Stimmen der Möwen (Anne) – Regie: Ulrich Voß (Original-Hörspiel – Rundfunk der DDR)
- 1990: Hans-Jörg Dost: Storm im Exil oder Was Sie in Heiligenstadt hören wollen, müssen sie schon selber singen! (Magd) – Regie: Barbara Plensat (Originalhörspiel – Rundfunk der DDR)
- 1990: Antun Soljan: Der Mann, der die Niederlande rettete (Sie) – Regie: Horst Liepach (Originalhörspiel – Rundfunk der DDR)

Quelle: ARD-Hörspieldatenbank